# 009 Re:Cyborg
009 Re:Cyborg è un film d'animazione del 2012 diretto da Kenji Kamiyama.
Il film è ispirato al manga Cyborg 009 di Shōtarō Ishinomori.

## Trama
Anno 2013. I bombardamenti del grattacielo stanno avvenendo in tutto il mondo, dalla direzione di una forza chiamata "His Voice".